# Frecciargento

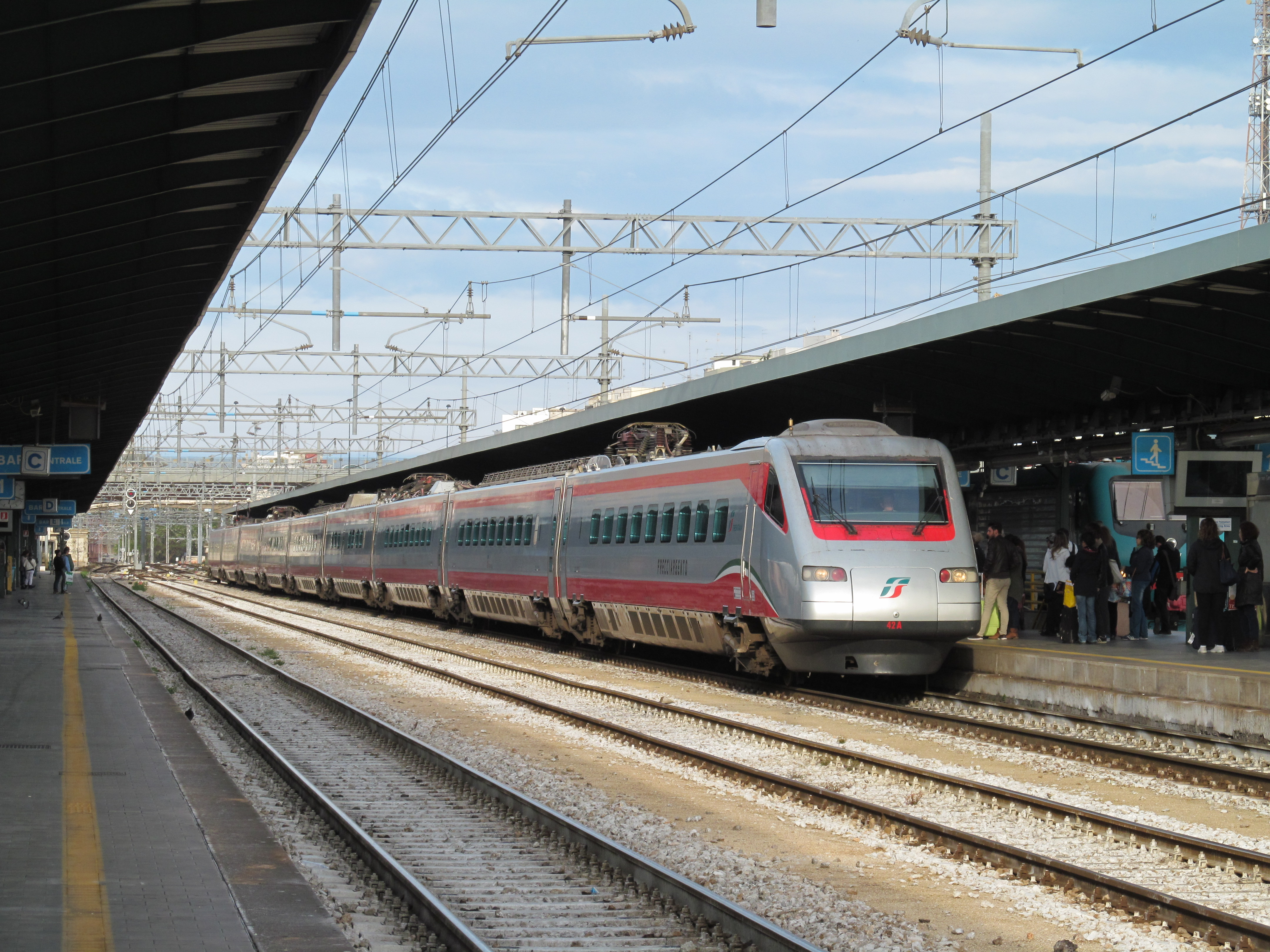
ETR 485 prestando un servicio Frecciargento

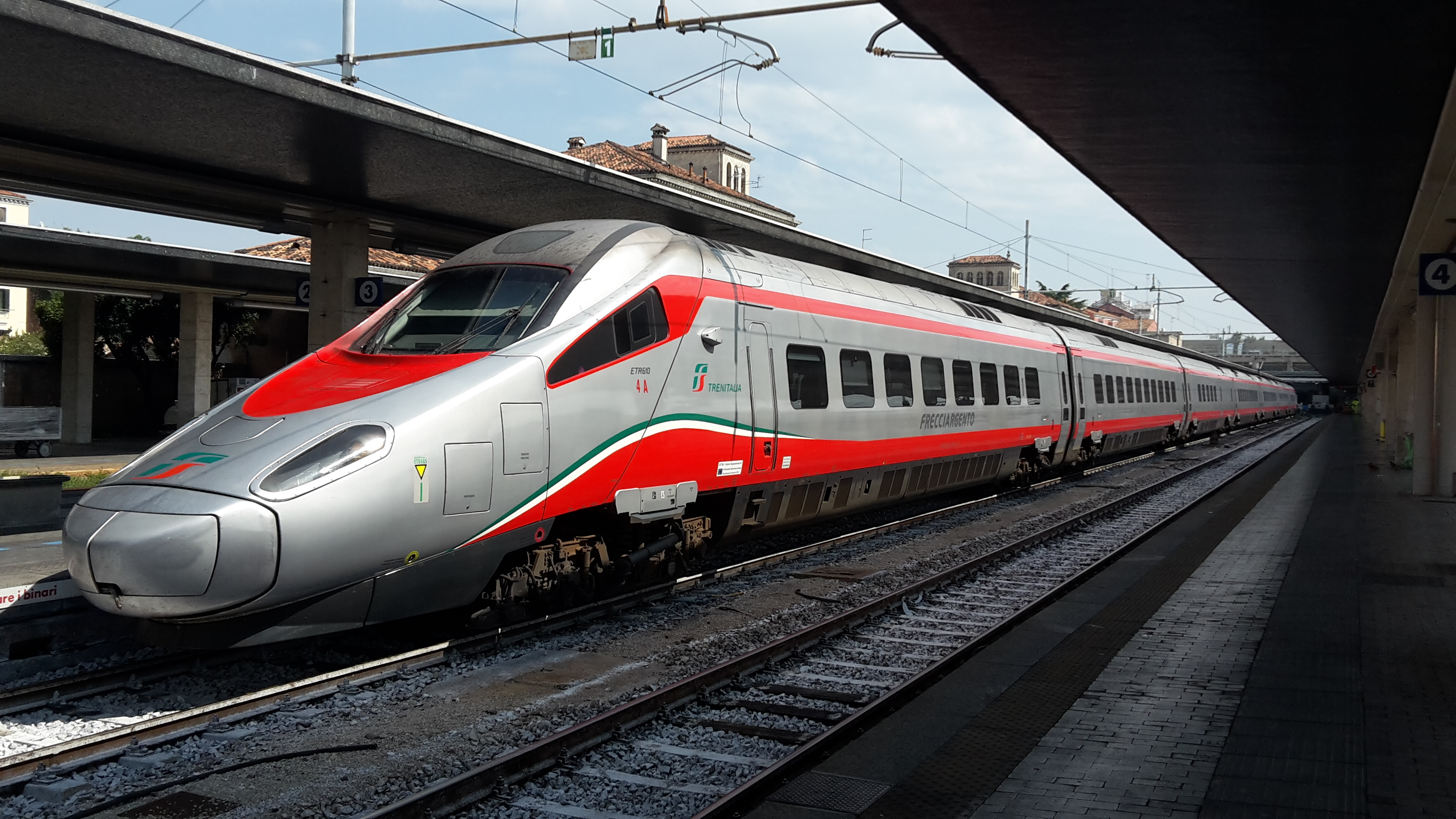
ETR 610 prestando un servicio Frecciargento

Frecciargento (flecha de plata), es la denominación comercial de los trenes que realizan recorridos radiales con centro en Roma y en algún caso transversales de alta velocidad con una velocidad máxima de 250 km/h prestados por la operadora pública Trenitalia, perteneciente al grupo Ferrovie dello Stato, también conocido por sus siglas, FS. Son prestados por los trenes pendolino de las series ETR 485, ETR 600/610 y ETR 700.
Se diferencian de los servicios Frecciarossa en que sus recorridos no son exclusivamente por líneas de alta velocidad, sino que las utilizan durante una parte de su recorrido, teniendo su destino en ciudades servidas únicamente por líneas convencionales, además de no poder superar los 250 km/h.
En mayo de 2022 se anunció desde Trenitalia que ,a partir de dicho verano, los servicios de Frecciargento irán desapareciendo progresivamente. Los trenes utilizados por Frecciargento serán repintados e incorporados a Frecciarossa.

## Servicio
- Salerno - Nápoles - Roma Termini - Florencia Santa Maria Novella - Bolonia Central - Ferrara - Rovigo - Padua - Venecia Mestre - Venecia Santa Lucia[1]
- Roma Termini - Florencia Santa Maria Novella - Bolonia Central - Ferrara - Rovigo - Padua - Venecia Mestre - Venecia Santa Lucia
- Roma Termini - Caserta - Benevento - Foggia - Barletta - Bari - Brindisi - Lecce
- Roma Termini - Nápoles - Salerno - Paola - Lamezia Terme - Villa San Giovanni - Regio de Calabria
- Roma Termini - Florencia Campo di Marte - Bolonia Central - Verona Puerta Nueva - Brescia
- Roma Termini - Florencia Campo di Marte - Bolonia Central - Verona Puerta Nueva - Rovereto - Trento - Bolzano
- Milán Central - Piacenza - Parma - Reggio Emilia - Modena - Bolonia Central - Florencia Santa Maria Novella - Roma Tiburtina - Roma Termini

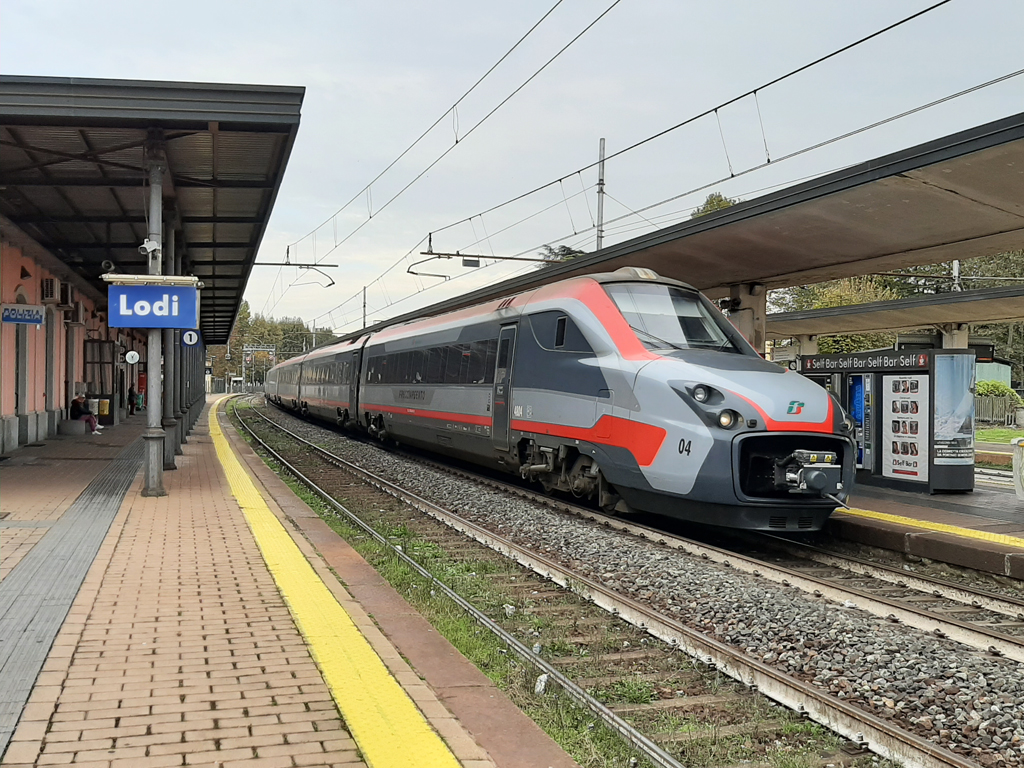

Los Frecciargento usan la línea de alta velocidad hasta Bolonia en el caso de los trenes con destino al norte y noreste de Italia, y hasta Salerno los que tienen como destino el sur (Hasta Caserta para los servicios a Lecce).